# Documento endosado
El endoso y/o descuento de un documento es una operación que realiza una empresa con el propósito de allegarse de recursos, ya bien sea de efectivo, mercancía o servicios, garantizando el pago de estos, cediendo los derechos de cobro de documentos que la empresa tiene a favor a una tercera persona (acreedor, proveedor o una institución de crédito).

## Ceder el derecho de cobro
El endoso es la forma mediante la cual, un título de crédito nominativo se transmite a un tercero. Por lo que su principal función del endoso es legitimar al tenedor del título frente a un tercero. 
Dentro del endoso se encontrará: 
- Endosante: persona que transmite el título.
- Endosatario: persona a quien se le transmite el título.
- Nombre del endosatario (no esencial).
- Firma del endosante (esencial).
- Clase de endoso (no esencial).
- Lugar y fecha (no esencial).

El endoso se realiza en la parte superior del documento y existen varias formas de endoso que pueden ser: 
1. En blanco.
2. Al portador.
3. Pleno o en propiedad.
4. En procuración al cobro.
5. En garantía.

## Formas de endoso

### Endoso en blanco
Es aquel que solo contiene la firma del endosante sin especificar la clase de endoso, ni el beneficiario, por lo que el endoso se entiende como pleno o en propiedad. Cualquier tenedor del documento puede llenarlo con su nombre, el de un tercero o transferir el título sin llenar el endoso. 

### Endoso al portador
Produce los mismos efectos que el endoso en blanco. 

### Endoso pleno o en propiedad
Implica la transferencia de la propiedad del título valor a la orden de un tercero.

### Endoso en propiedad
Desliga del título al endosante que lo transfiere y se convierte en uno de los obligados al pago del título, si es que el obligado principal no lo hace. 

### Endoso en procuración o al cobro
No transfiere la propiedad del título, sino que solo se faculta al endosatario para presentar el documento para su aceptación o cobro juducial o extrajuducielmente, es decir, el endosatario tendrá todos los derechos y obligaciones de un mandatario. En este tipo, la propiedad del documento sigue siendo del titular del mismo y el endosatario en procuración reintegra el importe del cobro efectuado. 

### Endoso en garantía o prenda
Sirve para garantizar una obligación, pero al beneficiario del documento sigue siendo el titular del mismo. Este da al endosatario todos los derechos y obligaciones de un acreedor prendario, pero también hay que tener en cuenta que los endosantes son solidarios por el pago del título del crédito junto con el obligado principal. 

## Descuento de documentos
Es una operación de crédito que consiste en ceder a una institución de crédito (banco) los derechos estipulados en el documento, con el objeto de recibir dinero en efectivo anticipadamente a la fecha de vencimiento de tal o tales documentos. 

### Registro
El registro de la responsabilidad contingente derivada del endoso y descuento de documentos puede llevarse a cabo mediante alguno de los siguientes métodos: 
- Estableciendo cuentas complementarias.
- Estableciendo cuentas de orden.

### Cuenta complementaria
La cuenta que se establece se denomina "documentos endosados o descontados", que se emplea para registrar los documentos que se endosan con descuento o sin él, cuyo movimiento es el siguiente: 
| Cargo | Abono |
| --- | --- |
| - Del valor nominal de los documentos de crédito que han sido pagados. - Del valor nominal de los documentos de crédito que le sean devueltos al endosante/sedente por no haber sido pagados. | - Al inicio del ejercicio por su saldo. - Del valor nominal de los documentos de crédito que se endosen o descuenten. |
| | Su saldo es acreedor y representa el importe del valor nominal de los documentos de crédito que han sido endosados, que no han sido pagados y a la vez, representa la responsabilidad contingente que tiene el endosante. |

### Cuenta de orden
En este caso, cuando se endosa o descuenta un documento, se abona inmediatamente a la cuenta de documentos por cobrar y se registra la contingencia en cuentas de orden que se llamarán "documentos endosados y/o descontados" (cta. deudora) y "endoso y/o descuento de documentos" (cta. acreedora).
Ejemplo: Se compra mercancía en la cantidad de $15,000 para lo cual se endosa un documento con valor nominal de $5,800 y el resto se paga con cheque. 
| Cargo               | Abono                                              |
| ------------------- | -------------------------------------------------- |
| - Almacén: $15,000. | - Documentos por cobrar: $5,800. - Bancos: $9,200. |

| Cargo                                         | Abono                                       |
| --------------------------------------------- | ------------------------------------------- |
| Documentos endosados y/o descontados: $5,800. | Endoso y/o descuento de documentos: $5,800. |